# Boseň
Boseň település Csehországban, a Mladá Boleslav-i járásban. Boseň Žďár, Březina, Mnichovo Hradiště, Kněžmost és Branžež településekkel határos. Lakosainak száma 527 fő (2024. január 1.).

## Népesség
A település lakosságának változását az alábbi diagram mutatja:
| Lakosok száma | 950  | 864  | 853  | 595  | 443  | 445  | 470  | 486  | 525  | 527  |
|               | 1869 | 1900 | 1921 | 1961 | 1980 | 2011 | 2016 | 2019 | 2021 | 2024 |